# USS Astoria (CL-90)
USS Astoria (CL-90) là một tàu tuần dương hạng nhẹ thuộc lớp Cleveland của Hải quân Hoa Kỳ được hoàn tất vào giai đoạn cuối Chiến tranh Thế giới thứ hai. Nó là chiếc tàu chiến thứ ba của Hải quân Mỹ được đặt cái tên này, theo tên thành phố Astoria thuộc tiểu bang Oregon, nhưng đặc biệt là nhằm tưởng nhớ chiếc tàu tuần dương hạng nặng tiền nhiệm cùng tên. Astoria đã phục vụ thuần túy tại Mặt trận Thái Bình Dương từ khi nhập biên chế cho đến khi chiến tranh kết thúc. Giống như hầu hết các tàu chị em cùng lớp, nó xuất biên chế không lâu sau đó, được đưa về lực lượng dự bị và không bao giờ phục vụ trở lại. Con tàu bị bán để tháo dỡ vào năm 1971. Astoria được tặng tưởng năm Ngôi sao chiến trận cho thành tích hoạt động trong Thế Chiến II.

## Thiết kế và chế tạo

### Thiết kế
Lớp Cleveland được thiết kế nhằm mục đích gia tăng tầm xa hoạt động, tăng cường hỏa lực phòng không và sự bảo vệ chống ngư lôi so với các tàu tuần dương Hoa Kỳ trước đây. Cho dù kém hơn ba nòng pháo 6-inch so với những chiếc lớp Brooklyn dẫn trước, hệ thống kiểm soát hỏa lực mới và tiên tiến hơn giúp cho lớp Cleveland có được ưu thế về hỏa lực trong chiến đấu thực tế. Tuy nhiên việc tăng cường thêm dàn hỏa lực phòng không hạng nhẹ cho đến cuối Thế Chiến II khiến các con tàu bị nặng đầu đáng kể.

### Chế tạo
Astoria được đặt lườn như là chiếc USS Wilkes-Barre vào ngày 6 tháng 9 năm 1941 tại xưởng tàu của hãng William Cramp and Sons Shipbuilding Co. tại Philadelphia, Pennsylvania, nhưng được đổi tên sau đó nhằm tưởng nhớ chiếc tàu tuần dương hạng nặng Astoria (CA-34) vốn đã bị đánh chìm trong trận chiến đảo Savo vào ngày 9 tháng 8 năm 1942. Nó được hạ thủy vào ngày 6 tháng 3 năm 1943, được đỡ đầu bởi bà Robert Lucas, phu nhân chủ bút của tờ báo Astorian-Budget, và được cho nhập biên chế tại Xưởng hải quân Philadelphia vào ngày 17 tháng 5 năm 1944 dưới quyền chỉ huy của hạm trưởng, Đại tá Hải quân George Carroll Dyer.

## Lịch sử hoạt động

### Chiến tranh Thế giới thứ hai
Astoria tiến hành huấn luyện chạy thử máy tại khu vực lân cận Bermuda từ ngày 6 đến ngày 23 tháng 7 năm 1944 trước khi quay trở về Philadelphia để đại tu sau chạy thử máy. Nó rời Philadelphia ngày 19 tháng 9 hướng sang Thái Bình Dương, đi ngang qua kênh đào Panama và đi đến San Diego vào ngày 3 tháng 10. Cuối tháng đó, nó di chuyển đến Xưởng hải quân Mare Island rồi khởi hành đi Hawaii vào ngày 25 tháng 10. Astoria đi đến Oahu vào ngày 31 tháng 10, và ở lại Trân Châu Cảng cho đến ngày 16 tháng 11, khi nó khởi hành hướng đến đảo san hô Ulithi về phía Tây quần đảo Carolines. Chiếc tàu tuần dương ghé qua Eniwetok thuộc quần đảo Marshall trước khi tiến vào vũng biển Ulithi vào ngày 25 tháng 11. Tại đây, nó trình diện để hoạt động cùng Đội đặc nhiệm 38.2 của lực lượng đặc nhiệm tàu sân bay nhanh.
Astoria khởi hành cùng với Lực lượng Đặc nhiệm 38 cho chiến dịch đầu tiên vào ngày 11 tháng 12 năm 1944. Vai trò của nó là phục vụ hộ tống phòng không cho các tàu sân bay trong khi máy bay của chúng hỗ trợ cho các cuộc đổ bộ lên Mindoro. Các tàu sân bay tung ra các đợt không kích từ ngày 14 đến ngày 16 tháng 12. Tuy nhiên, điều kiện thời tiết trở nên không thuận lợi vào ngày 17 tháng 12, và trong đêm hôm đó và cả ngày hôm sau, Astoria cùng Lực lượng Đặc nhiệm 38 chịu đựng cơn bão nổi tiếng vốn đã đánh chìm ba tàu khu trục Spence, Hull và Monaghan. Dù sao, chiếc tàu tuần dương chịu đựng được qua cơn thiên tai; và sau hai ngày tìm kiếm những người sống sót từ ba chiếc tàu khu trục bị mất, Lực lượng Đặc nhiệm 38 quay trở lại Ulithi để nghỉ lễ Giáng Sinh.
Nó rời Ulithi vào ngày 30 tháng 12, khi Lực lượng Đặc nhiệm 38 lên đường hỗ trợ trên không cho cuộc đổ bộ lên Luzon dự kiến diễn ra vào ngày 9 tháng 1 năm 1945. Các tàu sân bay hỗ trợ trực tiếp cho chiến dịch này từ ngày 6 đến ngày 9 tháng 1. Trong đêm 9 tháng 1, Đô đốc William Halsey dẫn đầu Lực lượng Đặc nhiệm 38 tiến vào biển Nam Trung Quốc bắt đầu tấn công vành đai phòng thủ vòng trong của Đế quốc Nhật Bản. Trong hai tuần lễ tiếp theo, các tàu sân bay đã tấn công các mục tiêu quân sự tại khu vực Nam Trung Quốc và Đông Dương thuộc Pháp do Nhật Bản kiểm soát, xen kẻ với những đợt không kích xuống Đài Loan. Trong khi Astoria hộ tống bảo vệ, các đội tàu sân bay đã ném bom tàu bè và cơ sở trên bờ tại khu vực phụ cận vịnh Cam Ranh, Hong Kong, Quảng Đông, Đài Loan và đảo Hải Nam, trước khi lực lượng đặc nhiệm quay trở về Ulithi vào ngày 25 tháng 1.
Vào đầu tháng 2, chiếc tàu tuần dương lại lên đường cùng các tàu sân bay, giờ đây được đổi tên thành Lực lượng Đặc nhiệm 58 do Đô đốc Raymond A. Spruance tiếp nhận quyền chỉ huy, và tung ra đợt không kích đầu tiên xuống chính quốc Nhật Bản kể từ cuộc không kích Doolittle vào năm 1942. Lực lượng đi đến ngoài khơi đảo Honshū vào ngày 16 tháng 2, bắt đầu một đợt không kích kéo dài hai ngày xuống khu vực Tokyo. Vào ngày 18 tháng 2, Lực lượng Đặc nhiệm 58 hướng về phía Nam, tung một đợt không kích khi đi ngang Chi Chi Jima thuộc quần đảo Bonin, và đi đến ngoài khơi Iwo Jima vào giữa xế chiều ngày hôm sau. Trong khi máy bay từ tàu sân bay hỗ trợ trên không cho cuộc đổ bộ, Astoria di chuyển sát gần bờ vào ngày 21 tháng 2, bắt đầu một cuộc bắn phá hỗ trợ lực lượng trên bờ kéo dài 26 giờ. Sau đó nó di chuyển lên phía Bắc hỗ trợ các tàu sân bay cho một đợt không kích khác xuống Tokyo trước khi quay trở về Ulithi vào ngày 3 tháng 3.
Ngày 14 tháng 3, Astoria trở ra khơi cùng với Lực lượng Đặc nhiệm 58 để bắt đầu hỗ trợ cho chiến dịch sắp tới nhằm chiếm đóng Okinawa thuộc quần đảo Ryukyu. Trong chiến dịch này, chiếc tàu tuần dương ở lại ngoài biển suốt trong 80 ngày cùng các tàu sân bay nhanh trong khi máy bay của chúng tấn công tàu bè, sân bay và các cơ sở khác chung quanh khu vực Kyūshū, Shikoku và Honshū cũng như ngay tại Okinawa và các đảo chung quanh. Nó đã cung cấp việc bảo vệ phòng không cho các tàu sân bay thuộc đội đặc nhiệm của nó khỏi các cuộc tấn công cảm tử kamikaze, được cho là đã bắn rơi 11 máy bay đối phương và trợ giúp vào việc bắn rơi nhiều chiếc khác. Nó kết thúc chuyến đi dài hỗ trợ chiến dịch chinh phục Okinawa khi đi đến Leyte thuộc Philippine vào ngày 1 tháng 6.
Astoria ở lại đây trong một tháng để sửa chữa, trong lúc thủy thủ đoàn có được cơ hội nghỉ ngơi và thư giãn. Vào ngày 1 tháng 7, nó quay trở ra biển cho hoạt động tác chiến cuối cùng trong chiến tranh. Một lần nữa chiếc tàu tuần dương lại hộ tống cho các tàu sân bay trong khi chúng tung máy bay tấn công các đảo chính quốc Nhật Bản. Trong thời gian này, Astoria cùng với phần còn lại của Đội tàu tuần dương 17 tiến hành hai cuộc càn quét tàu bè đối phương vốn không thành công dọc theo bờ biển đảo Honshū. Đợt đầu tiên vào đêm 17-18 tháng 7 và đợt thứ hai trong đêm 24-25 tháng 7. Các tàu sân bay tiếp tục các cuộc không kích xuống Nhật Bản trong suốt tháng 7 và hai tuần đầu của tháng 8.
Sau khi Nhật Bản chấp nhận đầu hàng và chiến sự kết thúc vào ngày 15 tháng 8, nó tiếp tục tuần tra ngoài khơi Honshū cùng với Lực lượng Đặc nhiệm 38. Nó tiếp tục vai trò này cho đến ngày 3 tháng 9 khi nó được lệnh quay trở về Hoa Kỳ. Chiếc tàu chiến về đến San Pedro, California vào ngày 15 tháng 9 và tiếp tục ở lại đây cho đến ngày 24 tháng 11, khi nó lên đường hướng đến quần đảo Hawaii. Astoria đi đến Trân Châu Cảng vào ngày 30 tháng 11, tiến hành thực tập huấn luyện. Nó lên đường quay trở về San Pedro vào ngày 10 tháng 12 và đến nơi vào ngày 15 tháng 12.

### Sau chiến tranh
Trong mười tháng tiếp theo, Astoria tuần tra dọc theo bờ biển Thái Bình Dương của Bắc Mỹ, từ San Diego ở phía Nam cho đến Vancouver ở phía Bắc. Vào ngày 15 tháng 10 năm 1946, Astoria khởi hành từ San Pedro cho chuyến đi đến khu vực Trung Mỹ. Đi ngang Trân Châu Cảng, nó đi đến Guam thuộc quần đảo Mariana vào ngày 2 tháng 11. Nó hoạt động tại khu vực Mariana, thường xuyên viếng thăm cả Guam lẫn Saipan cho đến giữa tháng 2 năm 1948. Vào ngày 19 tháng 2, nó rời Guam, đi ngang qua Kwajalein thuộc quần đảo Marshall, rồi ghé Trân Châu Cảng trước khi đi vào cảng San Diego vào ngày 24 tháng 3. Tại đây, nó tiếp tục đảm nhận nhiệm vụ tuần tra dọc theo bờ biển Thái Bình Dương cho đến tháng 10 năm 1948.
Ngày 1 tháng 10, Astoria hướng sang Viễn Đông. Nó dừng lại tại Trân Châu Cảng trong 3 ngày trước khi tiếp tục đi đến Thanh Đảo thuộc Trung Quốc, đến nơi vào ngày 29 tháng 10. Trong gần 4 tháng, nó đã tuần tra tại các vùng biển châu Á, viếng thăm các cảng Incheon và Pusan thuộc Triều Tiên, Sasebo và Yokosuka ở Nhật Bản cùng Thượng Hải và Thanh Đảo thuộc Trung Quốc. Ngày 16 tháng 2 năm 1949, Astoria rời Yokosuka quay trở về Hoa Kỳ. Sau chặng ghé lại Trân Châu Cảng như thường lệ, nó về đến San Francisco vào ngày 8 tháng 3. Tại đây vào ngày 1 tháng 7 năm 1949, Astoria được cho xuất biên chế và neo đậu cùng với đội San Francisco thuộc Hạm đội Dự bị Thái Bình Dương.
Nó tiếp tục ở lại đây cho đến ngày 20 tháng 5 năm 1958 khi được chuyển sang đội San Diego. Chiếc tàu tuần dương hạng nhẹ tiếp tục bị bỏ không thêm 11 năm nữa; cho đến ngày 1 tháng 11 năm 1969, tên của nó được rút khỏi danh sách Đăng bạ Hải quân. Cuối cùng vào ngày 12 tháng 1 năm 1971, nó bị bán cho hãng Nicolai Joffe Corporation tại Beverly Hills, California để tháo dỡ.

## Phần thưởng
Astoria được tặng tưởng năm Ngôi sao chiến trận cho thành tích hoạt động trong Thế Chiến II.
|  |             |                           |
|  | Silver star |                           |
|  |             | Bronze star · Bronze star |

| Dãi băng Hoạt động Tác chiến            | Dãi băng Hoạt động Tác chiến                                            | Huân chương Phục vụ Trung Hoa                                           | Huân chương Phục vụ Trung Hoa                               |
| Huân chương Chiến dịch Hoa Kỳ           | Huân chương Chiến dịch Châu Á-Thái Bình Dương với 5 Ngôi sao Chiến trận | Huân chương Chiến dịch Châu Á-Thái Bình Dương với 5 Ngôi sao Chiến trận | Huân chương Chiến thắng Thế Chiến II                        |
| Huân chương Phục vụ Chiếm đóng Hải quân | Đơn vị Tuyên dương Tổng thống Philippine                                | Đơn vị Tuyên dương Tổng thống Philippine                                | Huân chương Giải phóng Philippine với 2 Ngôi sao Chiến trận |